# Ayad Lamdassem
Ayad Lamdassem (Sidi Ifni, Marroc - 11 d'octubre de 1981) és un corredor de llarga distància d'origen marroquí que resideix a Lleida i competeix per Espanya a nivell internacional. Ha representat dues vegades Espanya en els 10.000 metres als Jocs Olímpics d'Estiu (2008 i 2012) i al Campionat d'Europa d'Atletisme (2010, 2012).
Lamdassem ha competit al Campionat del Món de Camp a Través de la IAAF en cinc ocasions (una amb Marroc i quatre amb Espanya). Va ser medalla de plata en el Campionat d'Europa de Camp a Través el 2010 i el 2011. També va ser medallista d'or en el Campionat Iberoamericà d'Atletisme del 2010.
Els seus rècords personals inclouen 13:17,49 minuts en els 5.000 metres, 27:45,58 min en els 10.000 m i 61:29 en la mitja marató.

## Carrera
Va arribar per primera vegada a Espanya el 2002 com a part de l'equip marroquí per al Campionat Mundial Universitari de Camp a Través, que se celebrava aquell any a Santiago de Compostel·la. No obstant això, no va competir i va abandonar l'equip, aprofitant l'oportunitat per quedar-se al país i entrenar amb altres marroquins a València. Posteriorment es va traslladar a Lleida, treballant amb l'entrenador Antonio Cánovas, i va obtenir la nacionalitat el 2007 després de cinc anys de residència.
La seva primera gran competició amb Espanya va arribar l'any següent, en els Jocs Olímpics d'Estiu de 2008. Va córrer en la prova de 10.000 metres i va acabar en el lloc 24, just per darrere del seu compatriota Carles Castillejo. A finals d'any va quedar quart en el Campionat d'Europa de Camp a Través de 2008, ajudant els homes espanyols a aconseguir el títol per equips. El 2009 va representar Espanya en dues ocasions en camp a través: va ser 30è en el Campionat Mundial de Camp a Través de la IAAF de 2009 i cinquè en el Campionat Europeu de Camp a Través de 2009, on Espanya va retenir el títol per equips. També va competir en els Campionats del Món d'Atletisme de 2009 en els 10.000 metres, però va abandonar a meitat de carrera.
Va guanyar la seva primera medalla en pista en els Campionats Iberoamericans de 2010, aconseguint la medalla d'or en els 5.000 metres. A la Great Manchester Run es va enfrontar a Haile Gebrselassie i va acabar subcampió a set segons de l'etíop. Lamdassem va ser seleccionat per córrer els 10.000 m en el Campionat d'Europa d'Atletisme de 2010 a Barcelona. Després de liderar la cursa des del principi, es va frenar en l'última volta i es va quedar sense medalla acabant en quarta posició. Va començar la seva temporada de camp a través 2010/11 amb un tercer lloc al Camp a través de Sòria el novembre. En els Campionats d'Europa de Cross de 2010 va ser el primer corredor que es va escapar del capdavant de la cursa, tot i que va ser atrapat per Serhiy Lebid i va acabar amb la medalla de plata. Lamdassem també va conduir als homes espanyols al bronze en la competició per equips. Va competir en la San Silvestre Vallecana en la vigília d'Any Nou i va ser líder per davant del favorit Zersenay Tadese en les últimes etapes, però es va equivocar en el recorregut, perdent el seu marge d'avantatge i finalment va acabar com a subcampió.

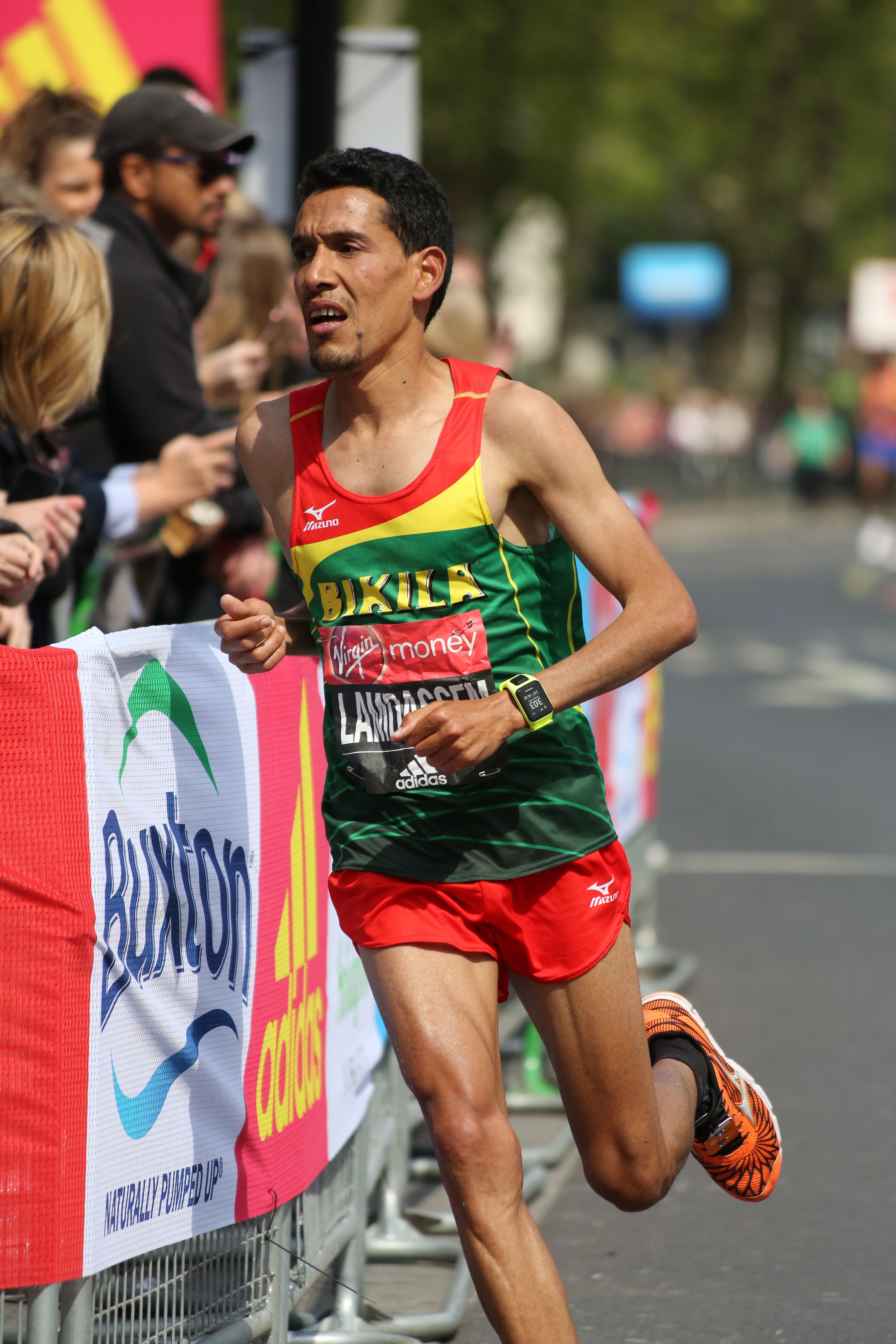
Lamdassem en la Marató de Londres de 2017

Un tercer lloc al Gran Cross d'Edimburg de 2011 va ajudar l'equip europeu a aconseguir el títol. El febrer es va emportar els màxims honors en els Cinque Mulini, una actuació que va portar al seu club, el Bikila Toledo, a la tercera posició en el Campionat Europeu de Clubs de Camp a través d'aquell any, que es va celebrar conjuntament amb la cursa. Va portar les esperances de la selecció espanyola en el Campionat del Món de Camp a través de la IAAF de 2011 a Punta Umbría i va ser el primer europeu en acabar, ocupant el 16è lloc. Va guanyar la Cursa Bombers de Barcelona de 2011, amb un temps de victòria relativament lent. Es va perdre la temporada d'atletisme per una lesió i va tornar el novembre, sent setè al Camp a través d'Atapuerca i després segon a la cursa de Sòria. En el Campionat d'Europa de Camp a través de 2011 va tornar a ser subcampió, aquest cop per darrere d'Atelaw Yeshetela. En el mateix mes va ser el millor europeu al Camp a través de Venta de Baños, quedant segon després del kenyà Philemon Kimeli. Un tercer lloc a la Sant Silvestre Vallecana va tancar la seva temporada 2011.
Lamdassem va tornar al Camp a través d'Edimburg el 2012 i va guanyar la prova llarga, superant a la campiona europea Yeshetela. Va guanyar el Camp a través Europeu de Clubs a Castelló, portant a Bikila Toledo al títol. Va debutar en un marató en la Marató del Llac Biwa, però va acabar en el lloc 23 amb un temps relativament lent de 2:14:39 hores. Tornant a les distàncies més curtes, va ser segon després Kenenisa Bekele en la Great Ireland Run i va guanyar la Cursa Bombers de Barcelona l'abril. El juny va ser medalla de plata a la Copa d'Europa de 10.000 metres i va quedar sisè en la prova en el Campionat d'Europa d'Atletisme 2012. Va ser seleccionat per córrer la prova per a Espanya en els Jocs Olímpics de Londres 2012, però no va tenir una bona actuació, quedant en el lloc 23 amb 28:49,85 minuts. En la seva primera mitja marató en vuit anys, va quedar setè a la Great Scottish Run. La seva millor actuació es va produir en la Great South Run 10-miler, on va ser subcampió, i gairebé a finals de l'any va ser sisè en el Campionat d'Europa de Camp a través de 2012.
A l'inici de la temporada de camp a través del 2013 es va situar entre els dos primers en la cursa del Gran Edimburg i en la competició europea de clubs.
En els Jocs Olímpics de Tòquio 2020 va quedar en cinquè lloc, amb un temps de 2:10:16, disputant la presència al podi fins als últims metres.

## Assoliments

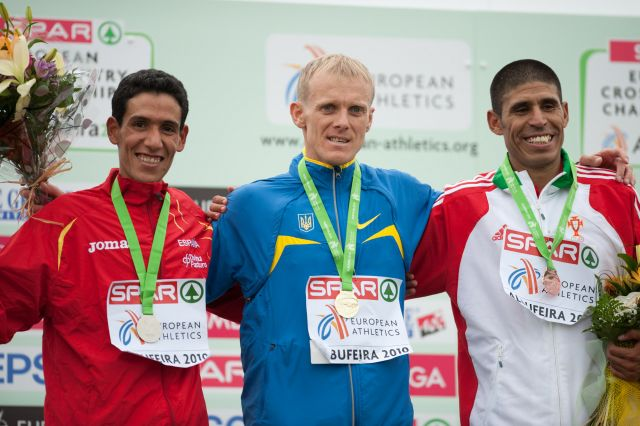
Lamdassem en el podi amb la medalla de plata en el Campionat de Camp a través d'Europa de 2010

| Any                  | Competició                         | Lloc                     | Pos.                 | Modalitat            | Temps                |
| Representant Espanya | Representant Espanya               | Representant Espanya     | Representant Espanya | Representant Espanya | Representant Espanya |
| -------------------- | ---------------------------------- | ------------------------ | -------------------- | -------------------- | -------------------- |
| 2008                 | Jocs Olímpics                      | Pequín, Xina             | 24è                  | 10.000 m             | 28:13.73             |
| 2009                 | Campionat del Món d'atletisme      | Berlín, Alemanya         | –                    | 10.000 m             | DNF                  |
| 2010                 | Campionat Iberoamericà d'Atletisme | San Fernando, Espanya    | 1r                   | 5.000 m              | 13:32.48             |
| 2010                 | Campionat d'Europa d'atletisme     | Barcelona, Catalunya     | 4t                   | 10.000 m             | 28:34.89             |
| 2010                 | Campionat Europeu de Camp a través | Albufeira, Portugal      | 2n                   | 10 km camp a través  | 29:18                |
| 2011                 | Campionat Mundial de Camp a través | Punta Umbría, Espanya    | 16è                  | 12 km camp a través  | 35:12                |
| 2012                 | Campionat d'Europa d'atletisme     | Hèlsinki, Finlàndia      | 6è                   | 10.000 m             | 28:26.46             |
| 2012                 | Jocs Olímpics                      | Londres, Regne Unit      | 23è                  | 10.000 m             | 28:49.85             |
| 2013                 | Campionat del Món d'atletisme      | Moscou, Rússia           | –                    | Marató               | DNF                  |
| 2014                 | Campionat Mundial de Mitja Marató  | Copenhaguen, Dinamarca   | 17è                  | Mitja marató         | 1:01:22              |
| 2015                 | Campionat Europeu de Camp a través | Ieras, França            | 4t                   | 10 km camp a través  | 29:57                |
| 2016                 | Campionat Mundial de Mitja Marató  | Cardiff, Regne Unit      | 18è                  | Half Marató          | 1:03:29              |
| 2016                 | Campionat d'Europa d'atletisme     | Amsterdam, Països Baixos | 12è                  | Mitja marató         | 1:04:13              |
| 2017                 | Campionat del Món d'atletisme      | Londres, Regne Unit      | –                    | Marató               | DNF                  |
| 2017                 | Campionat Europeu de Camp a través | Šamorín, Eslovàquia      | 10è                  | 10 km camp a través  | 30:18                |
| 2018                 | Campionat Mundial de Mitja Marató  | València, País Valencià  | 28è                  | Mitja marató         | 1:02:14              |
| 2018                 | Jocs del Mediterrani               | Tarragona, Catalunya     | –                    | Mitja marató         | DNF                  |
| 2019                 | Campionat Mundial de Camp a través | Aarhus, Dinamarca        | 66è                  | 10 km cross          | 34:42                |
| 2020                 | Campionat Mundial de Mitja Marató  | Gdynia, Polònia          | 31è                  | Mitja marató         | 1:01:21              |
| 2021                 | Jocs Olímpics                      | Sapporo, Japó            | 5è                   | Marató               | 2:10:16              |